# Matsukawa (Shimoina)
Matsukawa (jap. 松川町, -machi) ist eine Kleinstadt im Landkreis Shimoina der Präfektur Nagano auf der japanischen Hauptinsel Honshū.
Die Stadt liegt etwa drei Autostunden westlich von Tokio am Fluss Tenryū.
Die örtliche Landwirtschaft ist geprägt von Apfelanbau.

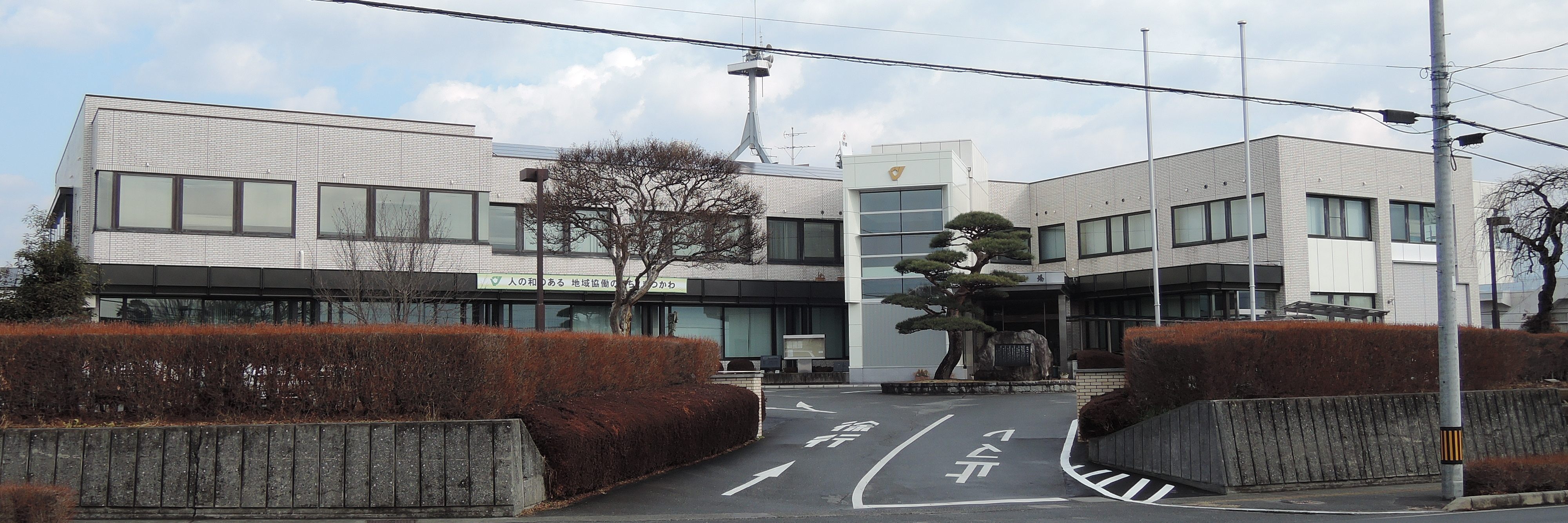
Rathaus